# Condado de Montmorency (Michigan)
O Condado de Montmorency é um dos 88 condados do estado americano de Michigan. A sede do condado é Atlanta, e sua maior cidade é Atlanta.
O condado possui uma área de 1 457 km² (dos quais 38 km² estão cobertos por água), uma população de 10 315 habitantes, e uma densidade populacional de 7 hab/km² (segundo o censo nacional de 2000).